# Kangling

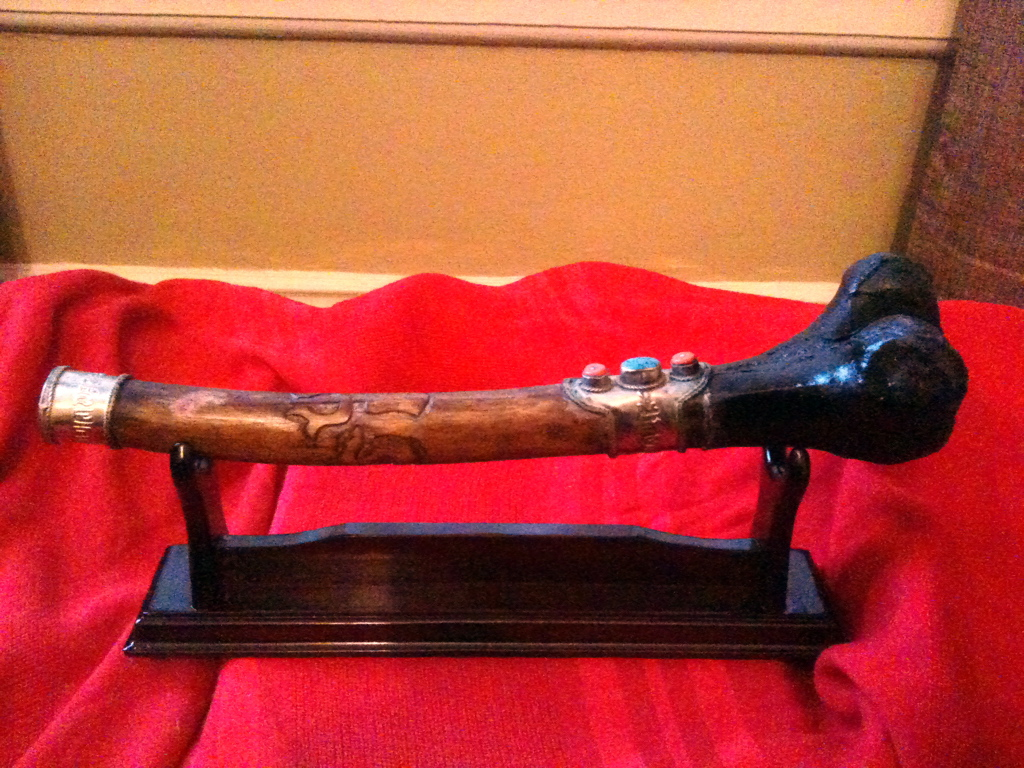
Kangling

Kangling (tyb.: རྐང་གླིང།, Wylie: rkang-gling) – w buddyzmie tybetańskim rytualny instrument muzyczny, wykonany z ludzkiej kości udowej, zazwyczaj oprawiony w srebro. Wykorzystywany jest zwłaszcza w tantrycznej praktyce czöd „odcięcia ego”.